# Le Président et Miss Wade
Pour plus de détails, voir Fiche technique et Distribution.
Le Président et Miss Wade ou Un président américain au Québec (The American President) est un film américain réalisé par Rob Reiner et sorti en 1995.
En 2002, l'American Film Institute l'a classé à la 75e place de sa liste AFI's 100 Years... 100 Passions.

## Synopsis
Le président des États-Unis Andrew Shepherd est un homme jeune, énergique, auquel un veuvage précoce a apporté un surcroît de sympathie et de popularité.
Sur le point de briguer un second mandat, il est décidé à faire voter deux amendements qui engageront à la fois son avenir politique et celui de son pays. Le premier concerne la vente des armes à feu, le second limite l'usage des combustibles polluants.
Afin d'appuyer ce dernier projet de loi, la puissante organisation écologique Global Defense Council engage une lobbyiste dynamique et influente, l'avocate Sydney Ellen Wade. Le président, qui reçoit la jeune femme à la Maison-Blanche, lui trouve tout de suite beaucoup de charme.

## Fiche technique
- Titre français : Le Président et Miss Wade
- Titre québécois : Un président américain
- Titre original : The American President
- Réalisation : Rob Reiner
- Scénario : Aaron Sorkin
- Musique : Marc Shaiman
- Photographie : John Seale
- Montage : Robert Leighton
- Décors : Lilly Kilvert (en)
- Costumes : Gloria Gresham
- Producteur : Rob Reiner
  - Producteur délégué : Charles Newirth et Jeffrey Stott
- Sociétés de production : Castle Rock Entertainment, Universal Pictures et Wildwood Enterprises
- Sociétés de distribution :  Columbia Pictures, Les Films Columbia TriStar du Canada et Malofilm Vidéo
- Pays de production :  États-Unis
- Format : Couleur (Technicolor) - Son : DTS, SDDS - 2,35:1
- Budget : 62 millions de $
- Genre : comédie dramatique
- Durée : 114 minutes
- Dates de sortie : 
  - États-Unis : 8 novembre 1995 (sortie à New York)
  - États-Unis : 14 novembre 1995 (sortie à Century City, Californie)
  - États-Unis : 17 novembre 1995 (sortie nationale)
  - France et Belgique : 13 décembre 1995
  - Suisse : 12 janvier 1996

## Distribution
- Michael Douglas (VF : Patrick Floersheim et VQ : Marc Bellier) : le président des États-Unis Andrew Shepherd
- Annette Bening (VF : Micky Sébastian et VQ : Marie-Andrée Corneille) : Sydney Ellen Wade
- Martin Sheen (VF : Philippe Ogouz et VQ : Jean-Marie Moncelet) : A. J. MacInerney
- Michael J. Fox (VF : Luq Hamet et VQ : Daniel Lesourd) : Lewis Rothschild
- Samantha Mathis (VF : Françoise Cadol) : Janie Basdin
- David Paymer (VF : Gilbert Lévy et VQ : Luis de Cespedes) : Leon Kodak
- Richard Dreyfuss (VF : Joël Martineau) : le sénateur Bob Rumson
- Anna Deavere Smith (VF : Elisabeth Wiener) : Robin McCall
- Shawna Waldron : Lucy Shepherd
- Anne Haney (VF : Liliane Gaudet) : Mme Chapil
- Nina Siemaszko (VF : Rafaele Moutier) : Beth Wade
- Wendie Malick : Susan Sloan
- Beau Billingslea : l'agent Cooper
- Gail Strickland (VF : Pauline Larrieu) : Esther MacInerney
- Joshua Malina (VF : Pierre Tessier) : David
- Clement von Franckenstein (VF : Gérard Rinaldi) : le Président René Jean D'Astier
- Efrat Lavie : Madame Danièle Monique D'Astier

## Production
Robert Redford était initialement envisagé pour tenir le rôle-titre après qu'il a lui-même engagé Aaron Sorkin pour en écrire le scénario. Redford décide de quitter le projet quand Rob Reiner est sélectionné pour en assurer la réalisation. Selon l'attaché de presse de l'acteur, Redford souhaitait faire « une comédie romantique, alors que Reiner avait davantage en tête un film sur la politique ». D'autres sources suggèrent que « les deux ne s'entendaient pas bien ».
Des décors complets de la Maison-Blanche, notamment des aile Ouest et aile Est, ont été spécialement construits pour le film dans les studios de Castle Rock Entertainment à Culver City. Le plateau du bureau Ovale a quant à lui été réutilisé pour les films Nixon et Independance Day.

## Accueil

### Critique
Le Président et Miss Wade rencontre un accueil critique majoritairement positif.
Sur le site agrégateur de critiques Rotten Tomatoes, le film obtient un score de 91 % d'avis favorables, sur la base de 57 critiques collectées et une note moyenne de 7,0/10 ; le consensus du site indique : « Comédie romantique charmante avec un mordant politique, [Le Président et Miss Wade] de Rob Reiner présente de solides performances et quelques observations poignantes de la politique et des médias des années 1990 ». Sur le site Metacritic, le film obtient une note moyenne pondérée de 67 sur 100, sur la base de 21 critiques collectées ; le consensus du site indique : « Avis généralement favorables ».

### Box-office
À sa sortie en salles, le film obtient un certain succès au box-office, récoltant une recette totale de 107 879 496 dollars pour un budget de production estimé à 62 millions.

## Distinctions

### Récompenses
- National Board of Review 1995 : Top Ten Films

### Nominations
- Golden Globes 1996 :
  - Meilleur film musical ou comique
  - Meilleur réalisateur pour Rob Reiner
  - Meilleur acteur dans un film musical ou comique pour Michael Douglas
  - Golden Globe de la meilleure actrice dans un film musical ou une comédie pour Annette Bening
  - Golden Globe du meilleur scénario pour Aaron Sorkin

- Oscars 1996 : Meilleure musique de film pour Marc Shaiman

## Autour du film

### Dans la culture populaire
En avril 2013, Maureen Dowd, journaliste pour le New York Times, critique l'effort infructueux du président Barack Obama pour obtenir l'adoption d'une législation élargie sur la vérification des antécédents au Sénat, contrairement à l'effort total de rassemblement des voix obtenus dans Le Président et Miss Wade. Le mois suivant, lors du dîner annuel de l'association des correspondants de la Maison-Blanche, Barack Obama répond à la critique en s'adressant de manière humoristique à Michael Douglas, présent dans la salle : « N'était-ce pas vous qui étiez un acteur dans une fantaisie libérale d'Aaron Sorkin ? ». En 2016, le magazine Time l'inclut dans sa liste des meilleurs Présidents de fiction du cinéma.

### Création de la Hollywood Association of French Actors (HAFA)
Dans la version originale, l'acteur qui incarne le président de la République française, Clement von Franckenstein, parle un français inintelligible. Cela a pour effet de frustrer des acteurs français travaillant à Hollywood qui, déjà mécontents de leurs conditions de travail et de rémunération, estiment qu'ils devraient être davantage sollicités pour auditionner pour des rôles de personnages français. Plusieurs d'entre eux se fédèrent donc sous le nom de Hollywood Association of French Actors et publient une lettre ouverte à Rob Reiner dans le Daily Variety dans laquelle ils déplorent que ce ne soit pas le cas.
L'association milite pour que les acteurs français aient accès à plus d'opportunités et cela se traduit notamment par leur promotion auprès d'agences de casting,.